# HD 78661
HD 78661，又名BD+12 1979，SAO 98400、HR 3635，是一颗恒星，视星等为6.48，位于銀經218.25，銀緯35.9，其B1900.0坐标为赤經9h 4m 20.3s，赤緯+11° 35.9′ 18″。